# Campionato sudamericano per club 2009 (pallavolo maschile)
Il campionato sudamericano per club di pallavolo maschile 2009 è stato la 1ª edizione del massimo torneo pallavolistico sudamericano per squadre di club e si è svolto dal 7 all'11 novembre 2009 a Florianópolis, in Brasile. Al torneo hanno partecipato 8 squadre di club sudamericane e la vittoria finale è andata per la prima volta al Cimed Esporte Clube.

## Regolamento
Il torneo si è svolto con una prima fase dove le squadre sono state divise in due gironi, giocato con la formula del round-robin; al termine della prima fase le prime due classificate di ogni gironi hanno acceduto alle semifinali per il primo posto, mentre le terze classificate di ogni girone si sono classificate direttamente al quinto posto finale e le quarte classificate di ogni gironi si sono classificate direttamente al settimo posto finale.

## Squadre partecipanti
- BVC
- COC Volleyball
- Sada
- Cimed
- La Unión de Formosa
- Minas
- CN de Montevideo
- Deportivo Wanka

## Fase a gironi

### Gironi
| Girone A                                  | Girone B                                       |
| ----------------------------------------- | ---------------------------------------------- |
| BVC COC Volleyball Cimed CN de Montevideo | Sada La Unión de Formosa Minas Deportivo Wanka |

## Fase finale

### Finali 1º e 3º posto
|  | Semifinali | Semifinali | Semifinali |     |       | Finale 1º/2º posto | Finale 1º/2º posto | Finale 1º/2º posto |  |
|  |            |            |            |     |       |                    |                    |                    |  |
|  | Cimed      | Cimed      | 3          |     |       |                    |                    |                    |  |
|  | Cimed      | Cimed      | 3          |     |       |                    |                    |                    |  |
|  | Sada       | Sada       | 0          |     |       |                    |                    |                    |  |
|  | Sada       | Sada       | 0          |     | Cimed | Cimed              | 3                  |                    |  |
|  |            |            |            |     | Cimed | Cimed              | 3                  |                    |  |
|  |            |            | BVC        | BVC | 2     |                    |                    |                    |  |
|  | Minas      | Minas      | BVC        | BVC | 2     | 1                  |                    |                    |  |
|  | Minas      | Minas      |            |     |       | 1                  |                    |                    |  |
|  | BVC        | BVC        | 3          |     |       | Finale 3º/4º posto | Finale 3º/4º posto | Finale 3º/4º posto |  |
|  | BVC        | BVC        | 3          |     |       |                    |                    |                    |  |
|  |            |            |            |     |       |                    |                    |                    |  |
|  |            |            |            |     |       | Sada               | Sada               | 3                  |  |
|  |            |            |            |     |       | Sada               | Sada               | 3                  |  |
|  |            |            |            |     |       | Minas              | Minas              | 1                  |  |

## Classifica finale
| Classifica | Squadre             | Qualificazione                |
| ---------- | ------------------- | ----------------------------- |
|            | Cimed               | Coppa del Mondo per club 2009 |
|            | BVC                 |                               |
|            | Sada                |                               |
| 4          | Minas               |                               |
| 5          | La Unión de Formosa |                               |
| 5          | COC Volleyball      |                               |
| 7          | CN de Montevideo    |                               |
| 7          | Deportivo Wanka     |                               |